# Verige-Brücke
Die Verige-Brücke ist eine geplante Brücke in Montenegro über den Verige-Kanal, einer Meerenge in der Bucht von Kotor. Die Brücke soll die Fährverbindung Kamenari–Lepetane ersetzen und Teil der geplanten Schnellstraße Herceg Novi–Budva werden.
Die Planungen wurden 2007 abgeschlossen, die Baukosten wurden damals auf ca. 40 Mio. Euro beziffert.
Da die Bucht von Kotor zum UNESCO-Welterbe zugerechnet wird, hat die UNESCO Bedenken wegen des Baus der Brücke. Weil das Projekt auch in der lokalen Bevölkerung umstritten ist, werden im Rahmen des Planungsprozesses alternative Trassenvarianten untersucht, um eine umwelt- und landschaftsbildschonende Strecke zu finden.